# Васкес, Томас О’Райан
Томас О’Райан и Васкес (исп. Thomás O'Ryan y Vázquez; 30 марта 1821, Мадрид — 2 августа 1902, Мадрид) — испанский военный деятель, генерал-лейтенант, военный министр и профессор Военно-инженерной академии в Гвадалахаре, Испания. По происхождению — ирландец.

## Военная карьера
Орьян принимал участие в испанской революции в 1848 году. Также воевал на Кубе, в возрасте около 30 лет, участвуя в разгроме второй попытки морского вторжения венесуэльского флибустьера Нарцисо Лопеса (казнён в 1851 году), помогая организацией изгнанников и наемников (деньгами помогли губернатор Соединенных Штатов Джон А. Китман из Миссисипи (1797—1858), бывший сенатор Джон Хендерсон из Миссисипи (1797—1857) и редактор «дельты Нового Орлеана» Лоуренс Сигур, нарушивший действующие с 1818 года соглашения о нейтралитете Испании и США. Квитман, Хендерсон и другие были судимы трибуналом в Соединенных Штатах, но в конце концов были оправданы.

### Крымская война
О’Райан был военным атташе в 1855 году, будучи подполковником, в возрасте 34 лет, и был приглашен Генеральным штабом франко-британской армии во время Крымской войны против [России], чтобы написать отчёт о войне. Отправился туда он с помощником лейтенантом корпуса военных инженеров Андресом Вильялоном Хечебаррией, умершим в 1885 году в качестве бригадира испанской армии, который участвовал в военных кампаниях в Африке, Мексике и Филиппинских островах.
Они написали наиболее интересные отчёты о Крымской войны в 3-х томах, а именно: Мемуары о военном путешествии в Крым, представленные офицерами Инженерного корпуса, назначенными в 1855 году для наблюдения и изучения операций войны между Россией и западными державами Франции и Англии. Мадрид, Imprenta Memorial Engineers (отчеты о военном путешествии в Крым, составленные офицерами Инженерного корпуса, назначенными в 1855 году для наблюдения и изучения операций войны между Россией и западными державами Францией и Англией, в поддержку Турции.).

## Дальнейшая карьера
В 1859 году он был назначен полковником и участвовал в итальянской войне.
Позже стал губернатором Мелильи (1864—1866). Он был личным помощником короля Испании Альфонса XII. Позже стал военным министром в кабинете премьер-министра Пракседеса Матео Сагасты и генералом пехотного корпуса.

## Труды
- Memorias sobre el viaje militar a La Crimea, presentada por los oficiales del Cuerpo de Ingenieros nombrados en 1855 para seguir y estudiar las operaciones de la Guerra entre Rusia y las potencias occidentales de Francia e Inglaterra auxiliando a la Turquía.
- Tratado de Arquitectura Militar (1856)
- Guerra de Oriente (1854 a 1856). Conferencias dadas en el Centro del Ejército y de la Armada (1886)

## Награды
- Кавалер Ордена Почётного легиона во Франции
- Португальская медаль «орден Консепсьон де Вильявисиоса»
- Медаль ордена «Сан-Маурицио и Сан-Лазаро» в Италии
- Орден Меджидие в Турции.